# Xylotrechus colonus
Xylotrechus colonus là một loài bọ cánh cứng trong họ Cerambycidae.